# Abelstraße 10

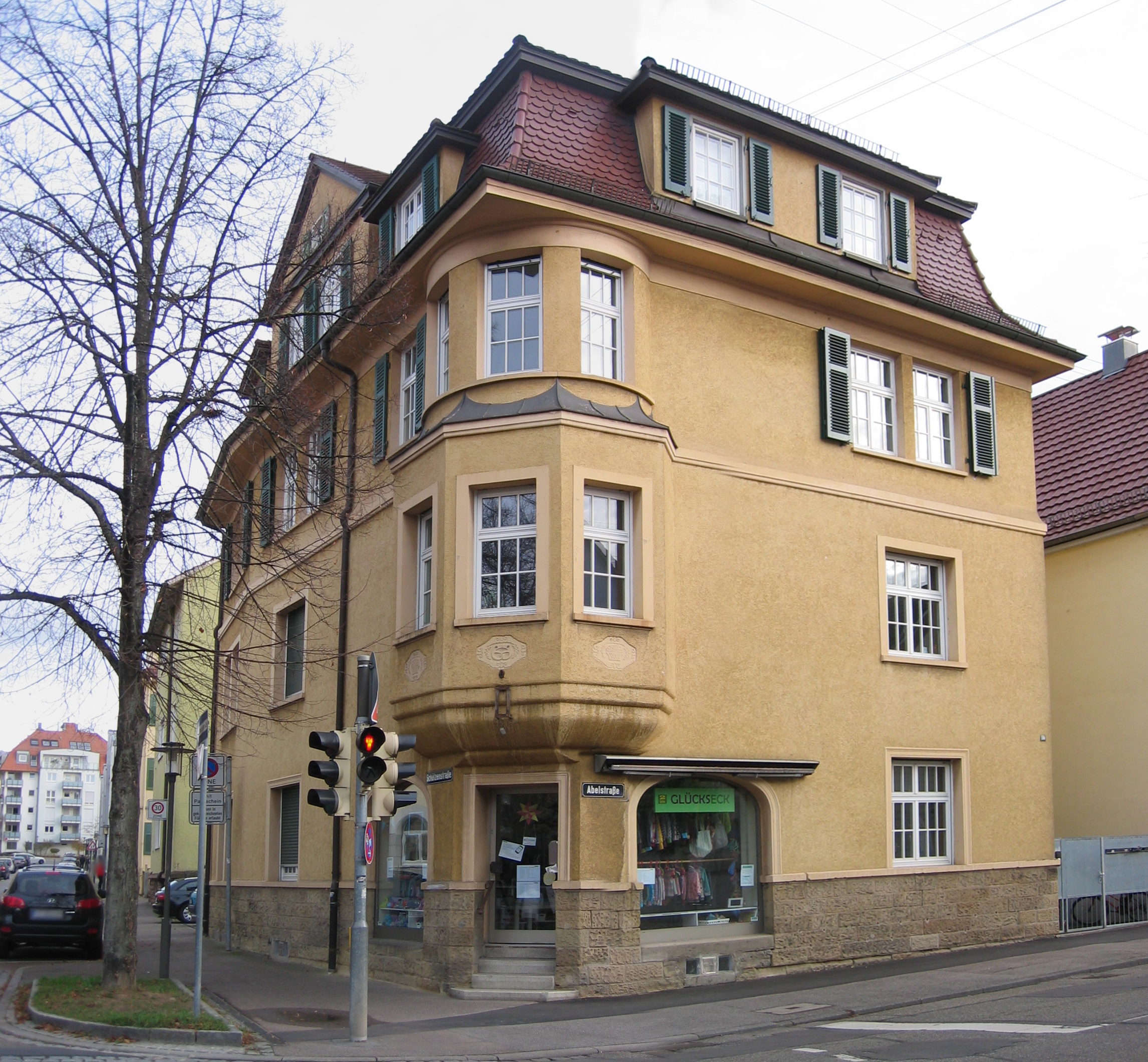
Gebäude Abelstraße 10 in Ludwigsburg

Das Gebäude Abelstraße 10 in Ludwigsburg wurde 1910 errichtet. Das Wohn- und Geschäftshaus ist ein geschütztes Kulturdenkmal.
Das zweigeschossige Mansarddachhaus in Eckstellung zur Schützenstraße wurde für einen Bäckermeister nach Plänen von Karl Hammer erbaut. Die Fassadengliederung ist in neobarocken Formen ausgeführt. Der Eckladen im Erdgeschoss besitzt seitliche Rundbogenfenster. Darüber ist ein Eckerker mit drei Fenstern auf jeden Geschoss vorhanden.
Der Bautypus ist ein Beispiel für die bürgerliche Vorstadtbebauung bis zum Ersten Weltkrieg.